# Решетилівська фортеця
Решетилівська фортеця 17 -18 ст.  (сучасне місто Решетилівка). 

## Історія
Споруджена на початку 17 ст. водночас із заснуванням слободи, згодом сотенного містечка Решетиловки. 

## Призначення
Слугувала укрпіленним ядром поселення під час татарських нападів, сельянсько-козацьких повстань першої половини 17 ст., визвольної війни 1648 - 1654, Північної війни 1700 -1721 р. 

Решетилівська фортеця втратила своє значенняв 2-й половині 18 ст. 
Залишки оборонних укріплень простежуются на місцевості й тепер.

## Будова
Розташована на трикутному мисі - узвишші на правому боці річки Говтва та її притоки (нинішня територія стадіону «Колос»). 
У 17 ст. захосні огоожі фортеці складалися із земляного валу та рову, дерев'яних огорож та башт.
За планом 1746 обриси фортеці наближалися до трикутника, її оточували земляні вали, рови, палісади, рогатки.
До укріплення вели четверо воріт та три хвіртки. Всередині розташовувалося три дерев'яні церкви, торгові ряди, сотенні адміністративні споруди, інші громадські приватні двори та будівлі. 
Загальна довжина укріплень сягала 630 сажень (1344м).
1. 1 2 3 4 5 6 7 8 9  Kudryc'kyj, Anatolij V., ред. (1992). Poltavščyna encyklopedyčnyj dovidnyk. Kyı̈v: Ukraı̈ns'ka Encyklopedija Imeni M. P. Bažana. ISBN 978-5-88500-033-8.